# Живокость аптечная
Жи́вокость апте́чная (лат. Delphinium officinale) — двулетнее травянистое растение рода Живокость (Delphinium) семейства Лютиковые (Ranunculaceae). Произрастает на сухих склонах в южной Европе и Малой Азии. Иногда культивируется как садовое декоративное растение.
Высота растения от 60 до 100 см. Стебель маловетвистый. Листья глубоко рассечены. Цветки фиолетового цвета покрыты волосками, собраны в соцветия — простые кисти. Цветёт с начала весны до начала осени.

## Название
Другое, широко принятое научное латинское название вида — Delphínium staphisagria , происходит от греческих слов staphis (сушёный виноград) и agrios (дикий).
У древних римлян растение называлось Pedicularia, название образовано от слова лат. pediculus (платяная вошь).
На русском языке встречается несколько названий вида — Соко́лка, Стафизагрия, Гнидник, Стефаново семя, Вшивый корень. Однако выделить одно название, как общепринятое, на сегодняшний день не представляется возможным. Разные авторы применяют то или иное название, например в гомеопатической литературе чаще встречается «Стафизагрия».
В немецком языке имеется множество названий: Stephanskraut, Stephanskorn, Giftiger Rittersporn, Läusepfeffer, Läusezahn, Läusesamen, Kräusesamen, которые так или иначе отражают ядовитые и инсектицидные свойства растения. Итальянское название — Speronella stafisagra, английское — Stavesacre, датское — Stefanskorn.
В синонимику вида входят следующие названия:
- Delphinium staphisagria L.
- Delphidium staphysagria (L.) Raf.
- Staphysagria macrosperma Spach
- Delphinium   staphydium   St.-Lag.

## Химический состав
Все части растения содержат дитерпеновые алкалоиды от 1,1 до 1,3%, что делает его сильно ядовитым. Состав алкалоидов: дельфинин, дельфизин, дельфиноидин и стафизин. Наибольшее количество алкалоидов содержится в семенах растения. Известны случаи отравления животных.
Это первое растение из рода Живокость исследованное химиками для установления причин его ядовитости. В 1819 году Брандес и Лассонь выделили кристаллическое основание — алкалоид дельфинин (delphinin).

## Применение
Ещё в древней Греции, Гиппократ применяет растение как рвотное средство. Древнеримские врачи и Диоскорид использовали семена как средство от нательных паразитов и против чесотки. Встречаются сведения о применении отваров травы для лечения зубной боли. В XIX веке Самуэль Ганеман использовал семена растения для приготовления гомеопатических средств.
В современной официальной медицине растение не применяется, однако в продаже имеются гомеопатические препараты под торговыми названиями «Дельфиниум (Стафизагрия)» и «Живокость аптечная».